# Lubuk Birah
Lubuk Birah is een bestuurslaag in het regentschap Merangin van de provincie Jambi, Indonesië. Lubuk Birah telt 343 inwoners (volkstelling 2010).